# کیرا موراتووا
کیرا هئورهیوْنا موراتووا (اوکراینی: Кіра Георгіївна Мура́това؛ ۵ نوامبر ۱۹۳۴ – ۶ ژوئن ۲۰۱۸) بازیگر، فیلم‌نامه‌نویس و کارگردان فیلم نامدار اهل اوکراین بود که به سبب سبک نامتعارف کارگردانی‌اش شهرت داشت. فیلم‌های او در دوران اتحاد جماهیر شوروی به‌شدت سانسور می‌شد.
وی همچنین برندهٔ جوایزی همچون نشان دوستی شده‌است.